# Cheguig
Cheguig là một đô thị thuộc tỉnh El Bayadh, Algérie. Dân số thời điểm năm 2002 là 1.693 người.